# Lonely Train
Lonely Train – pierwszy singel zespołu Black Stone Cherry z ich debiutanckiego albumu. Utwór został użyty także jako temat do  programu The Great American Bash 2006 WWE oraz pojawił się w grze WWE SmackDown vs. Raw 2007. Znalazł się na 14. miejscu na liście Mainstream Rock Tracks Billboardu. Został wybrany jako darmowy singel na iTunes w lipcu 2006. 